# Catullo Maffioli
Catullo Maffioli (Busto Arsizio, 10 febbraio 1898 – 1º agosto 1989) è stato un imprenditore e politico italiano.
Figlio ed erede dell'industriale tessile Darvino Maffioli, è stato deputato esclusivamente per l'assemblea costituente, nelle file del Fronte dell'Uomo qualunque.
Si rese protagonista di due interventi: il primo riguardava norme per la repressione dell'attività fascista e dell'attività diretta alla restaurazione dell'istituto monarchico, il secondo riguardava la discussione generale sul "Titolo III" (Rapporti economici).
Il costituente Maffioli morì a 91 anni, nel 1989. Riposa nell'edicola familiare al Cimitero Monumentale di Milano.